# روبرت جونسون جونيور
روبرت جونسون جونيور (بالإنجليزية: Rupert Johnson, Jr.)‏ هو شخصية أعمال أمريكي، ولد في 1941.

## وصلات خارجية
- روبرت جونسون جونيور على موقع إن إن دي بي (الإنجليزية)